# Edifício Japurá
O Edifício Japurá visto do Viaduto Jacareí
O Edifício Japurá é um edifício residencial localizado na rua de mesmo nome no bairro da República, na cidade de São Paulo. Projetado nos anos 1940 por Eduardo Kneese de Mello, arquiteto brasileiro importante para a história da arquitetura moderna no Brasil, o Edifício foi o primeiro a aplicar o conceito de Unité d'Habitation de Le Corbusier no Brasil.
O Edifício foi projetado na década de 1940 e construído na década de 1950. Possui catorze andares e duzentos e oitenta e oito apartamentos. Considerado um edifício de grande porte, modular, sendo o pioneiro na aplicação do conceito "Le Corbusier", que significa, "Unidade de Habitação" , suportando um conjunto de colunas, os "pilots" com apartamentos adequados e confortáveis.
O arquiteto brasileiro ganhou muito prestígio em seu trabalho profissional pois foi um dos primeiros a introduzir a arquitetura moderna no Brasil. Eduardo Kneese construiu, ao lado de Luis Saia, o pavilhão da 1ª Bienal do Museu de Arte Moderna de São Paulo (1951), no Parque Trianon. Além disso, ao lado de uma equipe qualificada de arquitetos como Oscar Niemeyer, construiu o Parque Ibirapuera (1951-1954).

## História
O projeto do Edifício Japurá foi realizado nos anos 1940. Nesta época a cidade de São Paulo sofria significativas mudanças no processo de urbanização. A habitação social passou a ser bastante discutida em uma época que o país passava por uma transformação na questão da industrialização e desenvolvimento.
As discussões feitas em torno das dimensões urbanísticas na cidade tomaram forma porque a população da cidade de São Paulo passou a crescer significativamente desde os anos 1930, o que acabou afetando diretamente a forma de moradia dos paulistanos. Antes desse crescimento, a população se concentrava principalmente em vilas operárias e conjuntos residências horizontais. Mas conforme os números de habitantes foram aumentando, esse modelo de moradia foi se tornando insuficiente e a população teve de recorrer a outros modelos. Assim, começaram a se concentrar em cortiços.

### Os cortiços
Muitos cortiços foram sendo formados principalmente nas áreas centrais da cidade de São Paulo e indicavam um tipo de moradia coletiva, ou seja, muitas famílias dividiam o mesmo espaço e, além disso, coloca-se em comum também as instalações higiênicas e e a cozinha. Isso acaba tornando-se um problema muito criticado por pesquisadores, professores e arquitetos. Coloca-se em questionamento a permanência de cortiços em contraste com a modernização da cidade.

### Primeiro Congresso de Habitação
Realizado em 1931, O I Congresso de Habitação teve como objetivo discutir as condições de moradia mínima da população, portanto apresentar projetos de moradias de melhor instalação, as “casas econômicas”, que garantiam a comodidade e a higiene das famílias de classes mais pobres de São Paulo, portanto, uma melhoria na qualidade de vida. As teses dos projetos relataram a crença de que, se a moradia estivesse em melhores condições, isso traria resultados positivos tanto para a cidade (que entraria de acordo com a modernização que São Paulo sofria) quanto para os habitantes paulistanos, que teriam uma higienização mais digna, algo que afetaria menos problemas como a promiscuidade e a criminalidade de São Paulo. Assim, o Primeiro Congresso de Habitação começou a olhar para a questão da moradia sob um aspecto também social.

### Arquitetura Moderna Brasileira
As discussões sobre a habitação na cidade de São Paulo mostraram um quadro paradoxal. Ao mesmo tempo que muito se criticava estas formas de moradia mínima, elas ainda eram a realidade de uma parte significativa da população. O número de habitantes paulistanos continuava em um crescimento considerável e a cidade vivenciava uma forte modernização. O desenvolvimento da parte urbana exigia mudanças nessas habitações consideradas precárias e impróprias, pois cada vez mais elas se tornavam insuficientes para acompanhar o ritmo da “nova cidade”. Assim, nos Congressos de Habitação começou-se a se a colocar em pauta a projeção de moradias populares no sentido vertical, algo inovador para a época. Isso resolveria o aglomerado de habitantes dividindo a mesma área e, inclusive, economizaria espaço.

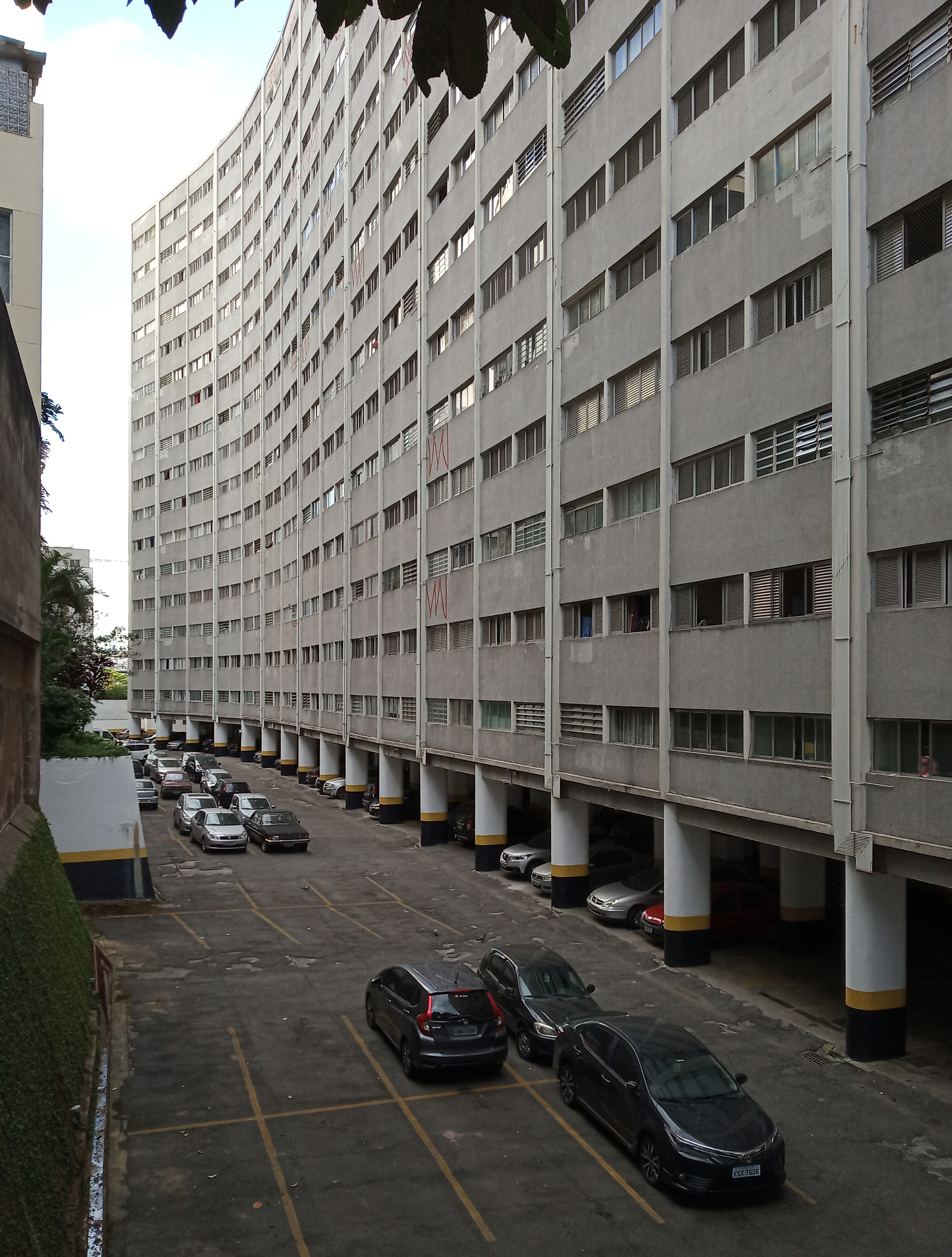
Edifício Japurá - Estacionamento.

Aos poucos, a Arquitetura Moderna Brasileira foi tomando espaço na cidade do Rio de Janeiro e na cidade de São Paulo, trazendo resultados significativos que refletem a arquitetura nas grandes cidades do Brasil até hoje. Isso foi uma consequência da industrialização e do forte crescimento econômico que São Paulo sofreu no século XX. O progresso da cidade grande foi cada vez mais sendo refletido principalmente na parte habitacional, ou seja, com o crescimento econômico veio também o crescimento urbano e sua modernização. O Estado, por sua vez, teve um importante papel nesta era moderna pois incentivou verdadeiras revoluções na construção de moradias na cidade de São Paulo. Estabeleceu-se uma política de bem estar social na qual o "bem estar" estava relacionado à habitação em especial da classe trabalhadora.
Assim, muitas transformações habitacionais marcaram o período do Estado Novo. O destaque foi para a verticalização, que foi tomando cada vez mais espaço na cidade.

### Institutos de Aposentadorias e Pensões (IAPs)
Outra medida tomada durante o Estado Novo que coloca em pauta as habitações de São Paulo foi a criação de instituições que contribuíam com investimentos para a realização de moradias (para a classe trabalhadora) que entrassem no padrão do modernismo recorrente da época. A verticalização aqui ganha ainda mais força pois era incentivada por essas instituições progressistas que se resumiam em: Instituto de Previdência do Estado de São Paulo; Instituto de Aposentadoria e Pensões dos Industriários; Instituto de Aposentadoria e Pensões dos Comerciários; Instituto de Aposentadorias e Pensões dos Empregados em Transportes e Cargas; Instituto de Aposentadoria e Pensões dos Bancários; Caixa de Aposentadoria e Pensões dos Ferroviários e Empregados em Serviços Públicos.
Essas instituições, além de produzirem diversas moradias para a classe trabalhadora, tinham também como foco transformar a arquitetura em uma arte social principalmente porque, de modo econômico, tinham uma preocupação em trazer qualidade e uma boa estética para os projetos de habitação. Assim, influenciadas pelo estilo de habitação europeu, essas instituições introduziram no Brasil o conceito de habitação econômica. Os que merecem mais destaques, entretanto, são os Institutos de Aposentadorias e Pensões (IAPs), especialmente o Instituto de Aposentadorias e Pensões dos Industriários (IAPI), pois estiveram envolvidos com o projeto do Edifício Japurá.

### O Edifício

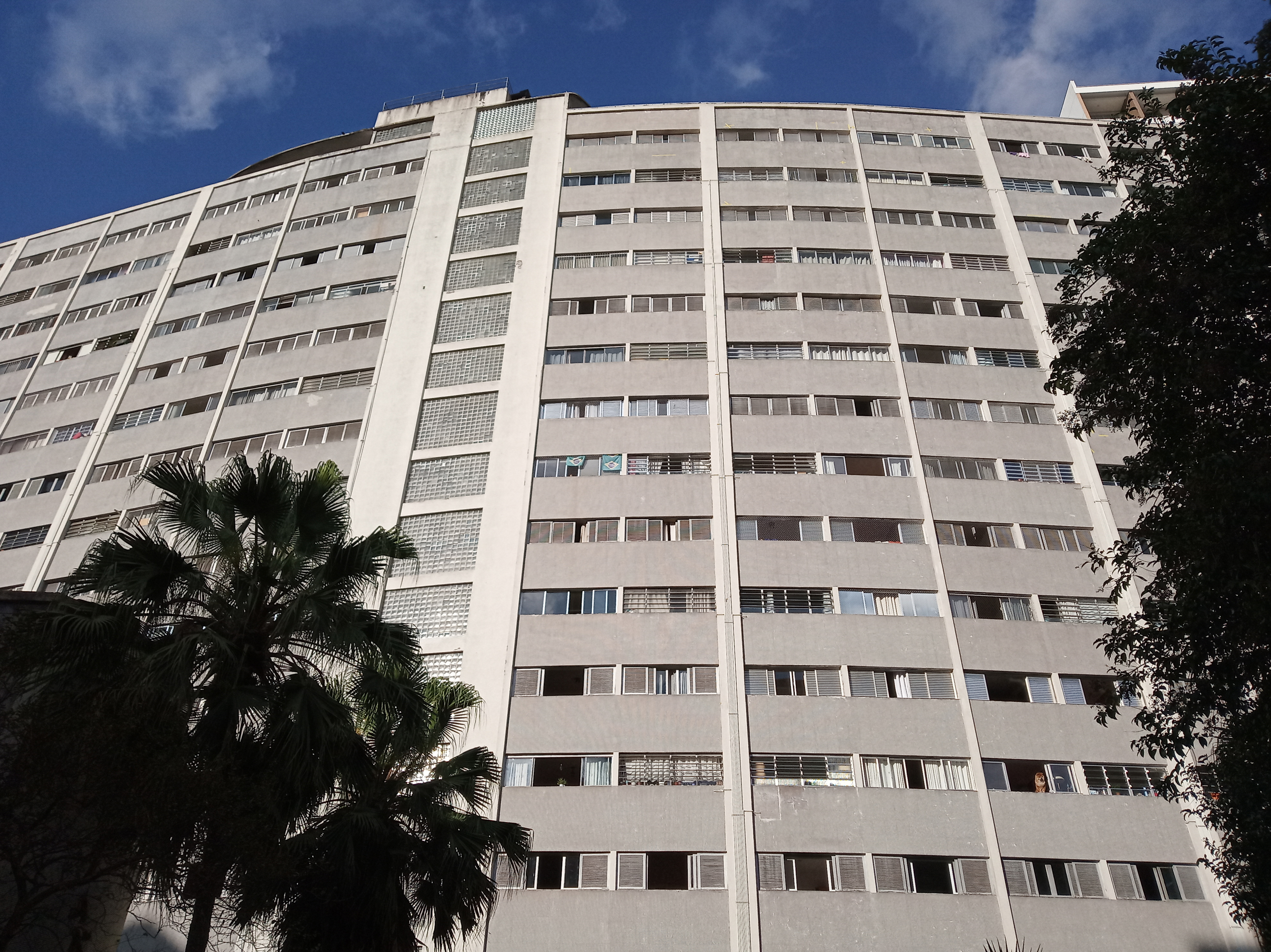
Edifício Japurá - Fachada Leste.

O Instituto de Aposentadorias e Pensões dos Industriários (IAPI) convidou o arquiteto Eduardo Kneese de Mello para fazer o projeto do edifício. A combinação entre o estilo modernista do IAPI e o desempenho do arquiteto, que defendia que a arquitetura moderna tinha que refletir também a sociedade moderna, fez com que o edifício fosse um dos primeiros a revolucionar a forma de habitação da cidade de São Paulo. A preocupação de Kneese com as discussões em torno da parte urbana da cidade e seu conhecimento sobre a arquitetura moderna fizeram com que o Edifício Japurá se tornasse o ideal da cidade moderna na edificação. O projeto do edifício foi tão revolucionário que passou a representar como as cidades deveriam ser, ou seja, tornou-se um prédio ideal.
O Edifício Japurá foi construído na Rua Japurá, onde antes havia o Complexo de Cortiços Vila Barros, famoso conjunto de cortiços na cidade. Estava localizado em uma parte mais desvalorizada de São Paulo até o momento em que o sul da região central paulistana sofreu uma renovação urbanística devido a novas avenidas e viadutos que passaram a atravessar a região. O edifício foi construído principalmente para industriários que trabalhavam próximo ao centro de São Paulo e teve um grande destaque pois representou grandes transformações para as moradias da cidade. Um dos primeiros exemplos de habitação vertical, o Edifício Japurá é até hoje reconhecido por seus valores arquitetônicos e urbanísticos.

## Arquitetura

### O arquiteto
Nascido dia 5 de abril de 1906, em São Paulo, o arquiteto Eduardo Augusto Kneese de Mello teve um papel importante para a arquitetura moderna no Brasil pois seus trabalhos ajudaram na revolução das construções habitacionais do país, principalmente de São Paulo. Teve três irmãs (Ligia, Marina e Clotilde) e dois irmãos (Haroldo e Horácio) e seus pais foram Horácio de Mello e Clotilde Camargo Kneese de Mello. Com 24 anos casou-se com Wilma Quintanilha e com ela teve três filhos (Norma, Eduardo e Yola). Faleceu aos 88 anos (1994), em São Paulo.
Em 1927 começou a cursar Engenharia na Universidade Presbiteriana Mackenzie (conhecida como Mackenzie College na época) e se formou em 1932 como engenheiro arquiteto. Seu primeiro trabalho nesse ramo foi na Construtora de Luiz Espinheira e, dois anos depois de ter se formado, teve seu próprio escritório. Sua trajetória a partir de então é um destaque em meio aos arquitetos de sua época. Uma de suas principais construções foi o Parque Ibirapuera, realizada com Oscar Niemeyer. Sua vida profissional foi marcada por duas fases. Na primeira, Kneese fez diversos projetos para uma parte mais rica da população de São Paulo e o arquiteto, nesta primeira fase, mantinha seu trabalho restringido apenas à parte da população mais exuberante, cuja única preocupação era ter status social. Logo, Eduardo Kneese foi aos poucos ganhando reconhecimento da classe mais rica e produziu centenas de obras. Nesta sua fase, o arquiteto atendia aos desejos de seus clientes, ou seja, poderia produzir residências normandas, californianas, coloniais e modernistas, contanto que conseguisse o prestígio da burguesia paulistana.
A segunda fase da carreira profissional de Eduardo Kneese de Mello foi marcada pela conversão do arquiteto ao Movimento Moderno. Este processo foi iniciado em 1940 devido a sua participação no V Congresso Pan Americano de Arquitetos em Montevidéu. Lá Kneese teve contato com outros arquitetos brasileiros e estrangeiros que trouxeram a ele uma nova possibilidade para a arquitetura. Assim, ele passou a enxergar os erros de seu modo antigo de trabalho e se preocupou em buscar novos valores para suas obras. Seus novos projetos passaram a ter um olhar mais humanista: para Eduardo Kneese de Mello, a arquitetura se torna não só algo material como também algo social, algo para ajudar a população, principalmente a parcela que mais precisava de moradias. O arquiteto dedicou-se, nessa segunda fase de sua vida profissional, à habitação coletiva, uma das marcas da arquitetura moderna.

### Características arquitetônicas
O engajamento de Eduardo Kneese de Mello ao Movimento Modernista trouxe uma série de mudanças em seu trabalho profissional. O Edifício Japurá foi um dos primeiros dos muitos resultados dessas mudanças e é, até hoje, reconhecido por isso. O projeto contava com dois edifícios interligados e baseou-se em uma variedade de funções em um mesmo espaço, ou seja, a intenção era que 310 apartamentos ocupassem o edifício e que, em meio a esses dois prédios, fossem construídas lojas, farmácia, playground etc. Nas palavras do arquiteto:
| “                 | "Os apartamentos eram de tipo duplex, com dois pisos. No primeiro, as salas e cozinhas que, na época, de acordo com o código de obras vigente, poderiam ter pé-direito reduzido, dois metros e meio. No segundo, os dormitórios, que tinham obrigatoriamente pé-direito de três metros. Nesse andar, tornou-se desnecessário o corredor geral de acesso e nessa área foram postos os banheiros. Com essa solução obteve-se uma colossal economia de construção e, consequentemente, enorme redução no custo da obra. No mesmo volume do edifício, consegue-se adaptar, sem prejuízo do conforto, um número muito maior de unidades". | ” |
| — Kneese de Mello | |   |

Uma vez que o projeto ficou pronto, o número de apartamentos do edifício principal foi para 288 em um total de 14 andares. Com suas técnicas modernas, Eduardo Kneese de Mello utilizou conceitos corbusierianos, uma inovação para a época. Para sustentar o prédio, foram construídos pilotis, reforçando as formas geométricas puras usadas para a estética da obra. A cobertura do edifício foi usada como um espaço de lazer, mostrando a preocupação do arquiteto com a parte social de sua obra. O Edifício Japurá foi reconhecido também por se tratar de uma unidade de habitação, conceito que veio diretamente do arquiteto e urbanista Le Corbusier e tornou-se cada vez mais presente na arquitetura brasileira. Além disso, o crescimento desenfreado da população de São Paulo e o desenvolvimento da indústria automobilística fizeram com que algumas mudanças fossem feitas nas formas de habitação da cidade paulista, o que influenciou também o Edifício Japurá, que foi construído como um edifício-garagem, ou seja, um edifício que serve como estacionamento para os moradores em seu piso térreo ou subsolo.

## Significado histórico e cultural
O trabalho de Eduardo Kneese de Mello na construção do Edifício Japurá foi um marco importante para a arquitetura moderna, pois representou mudanças significativas no modo de habitação na cidade de São Paulo. O estilo do Edifício Japurá influenciou muitas outras residências em questões de qualidade, estética e preocupação social.

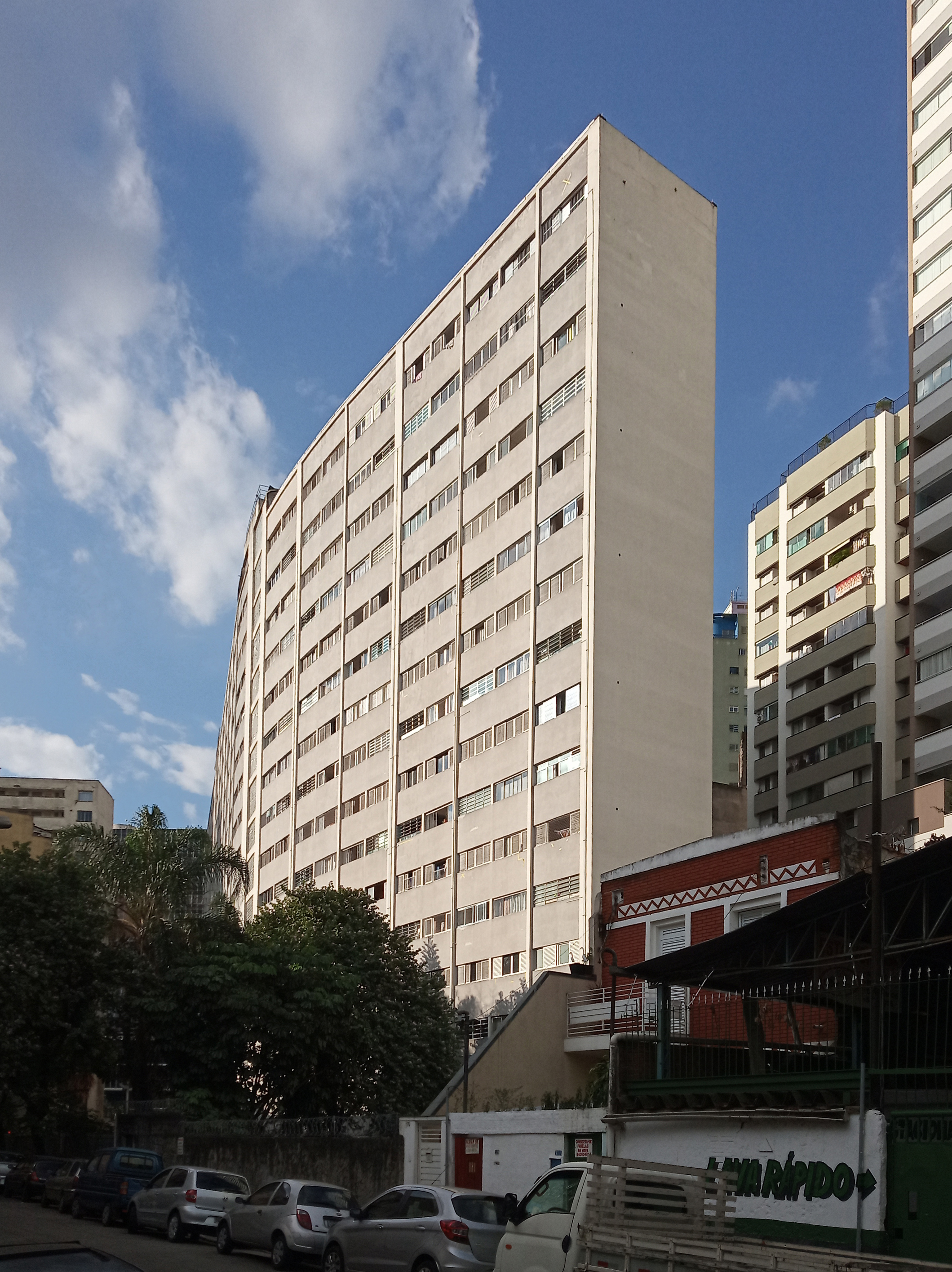
Edifício Japurá - Fachada Leste

### Tombamento
O Conselho Municipal de Preservação do Patrimônico Histórico, Cultural e Ambiental da Cidade de São Paulo (CONPRESP) foi o encarregado de tombar o edifício Japurá por considerá-lo um patrimônio histórico e digno de ser preservado, ou seja, por enxergar nele valores arquitetônicos e culturais para a cidade de São Paulo. Faz parte da resolução de número 22/2002. O edifício é localizado no bairro Bela Vista, que representa um dos poucos bairros da cidade a conseguir preservar suas características de origem. A construção de 1957 é considerada nível de preservação 2, ou seja, preservação parcial que garante a permanência das características externas e, em alguns casos, internas.

## Estado Atual
Atualmente o Edifício Japurá sofreu algumas modificações em relação ao seu estado original. Recém reformado, é hoje habitado por trabalhadores da classe média e ainda oferece qualidade e conforto para seus habitantes.

## Galeria

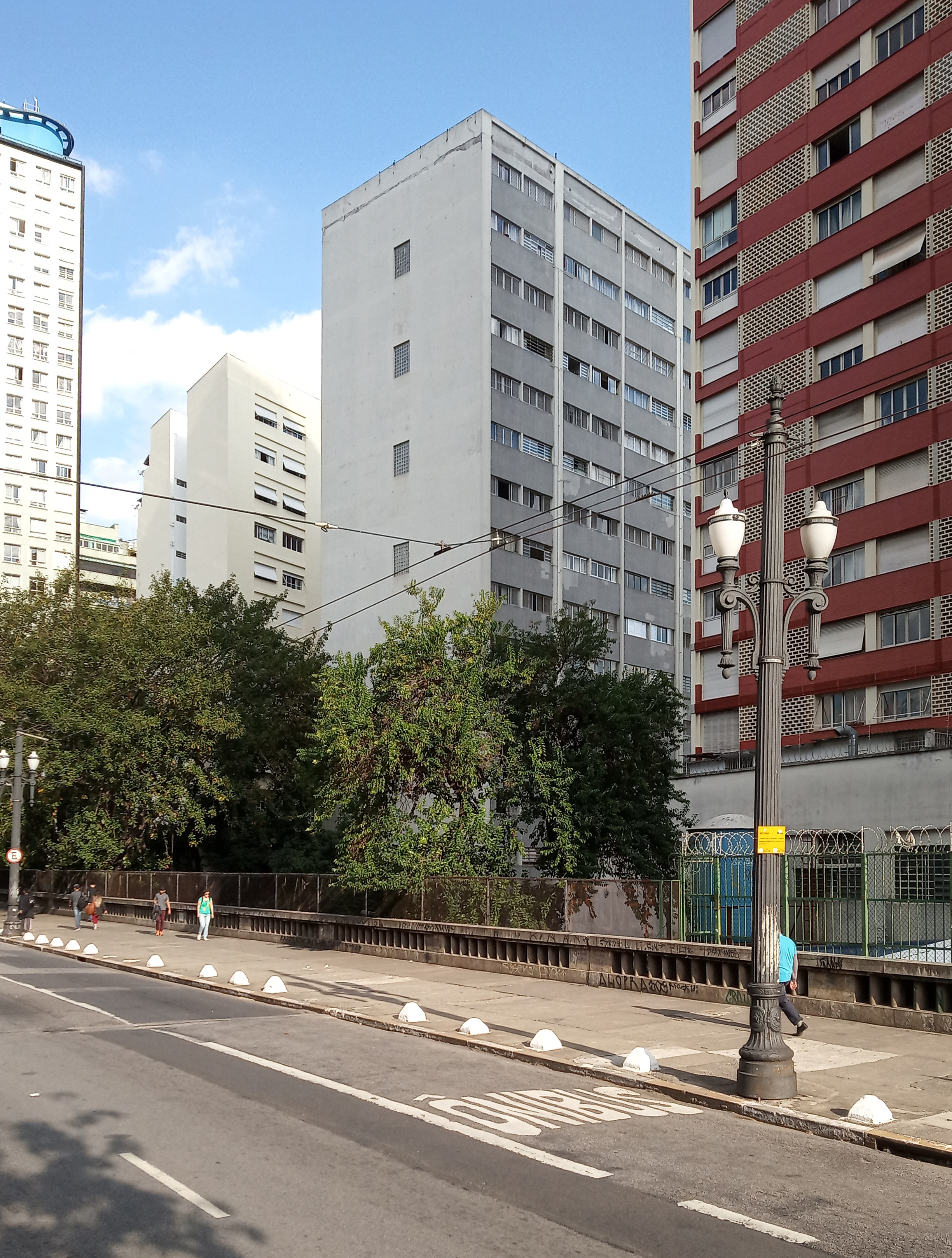
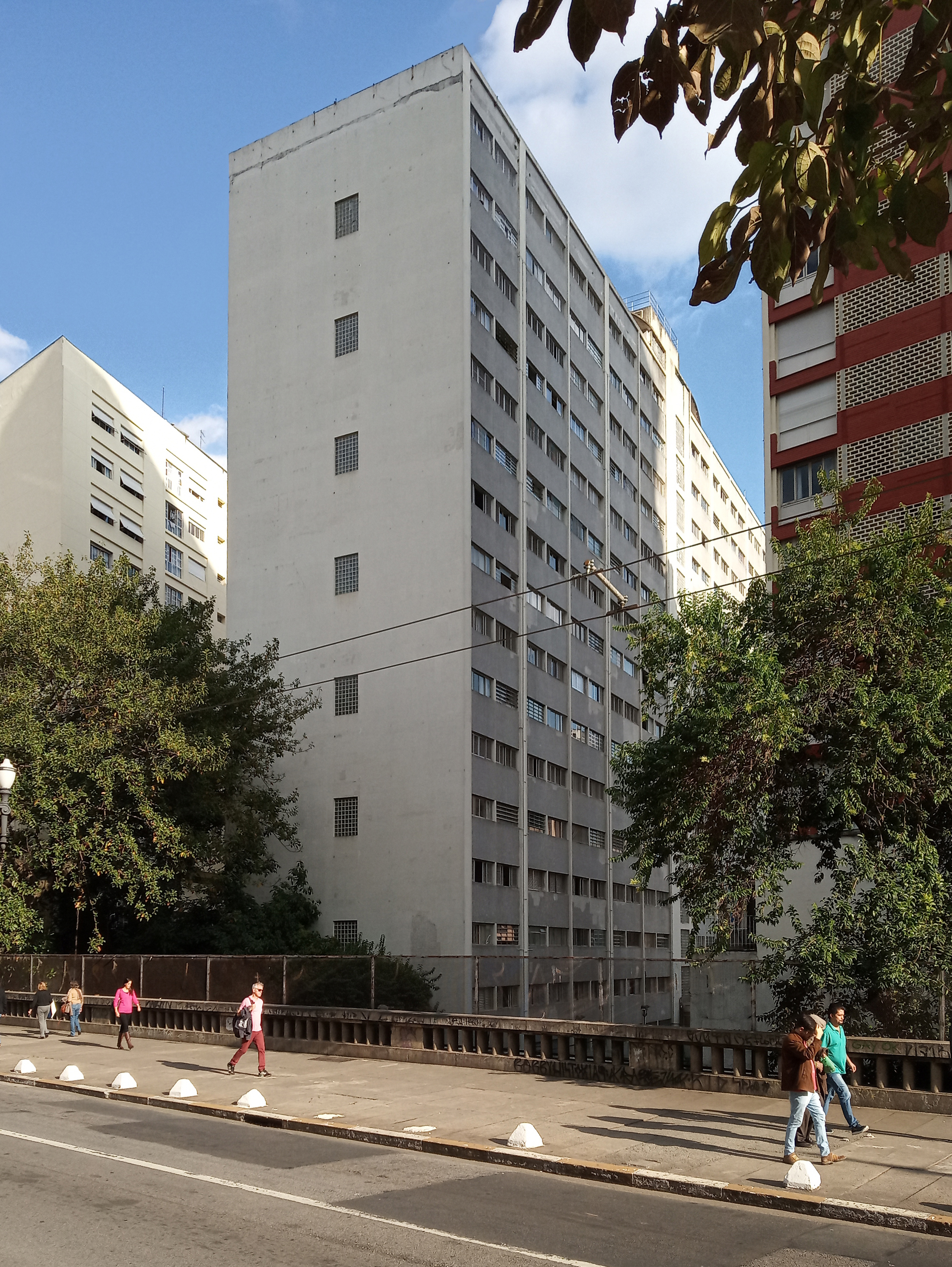
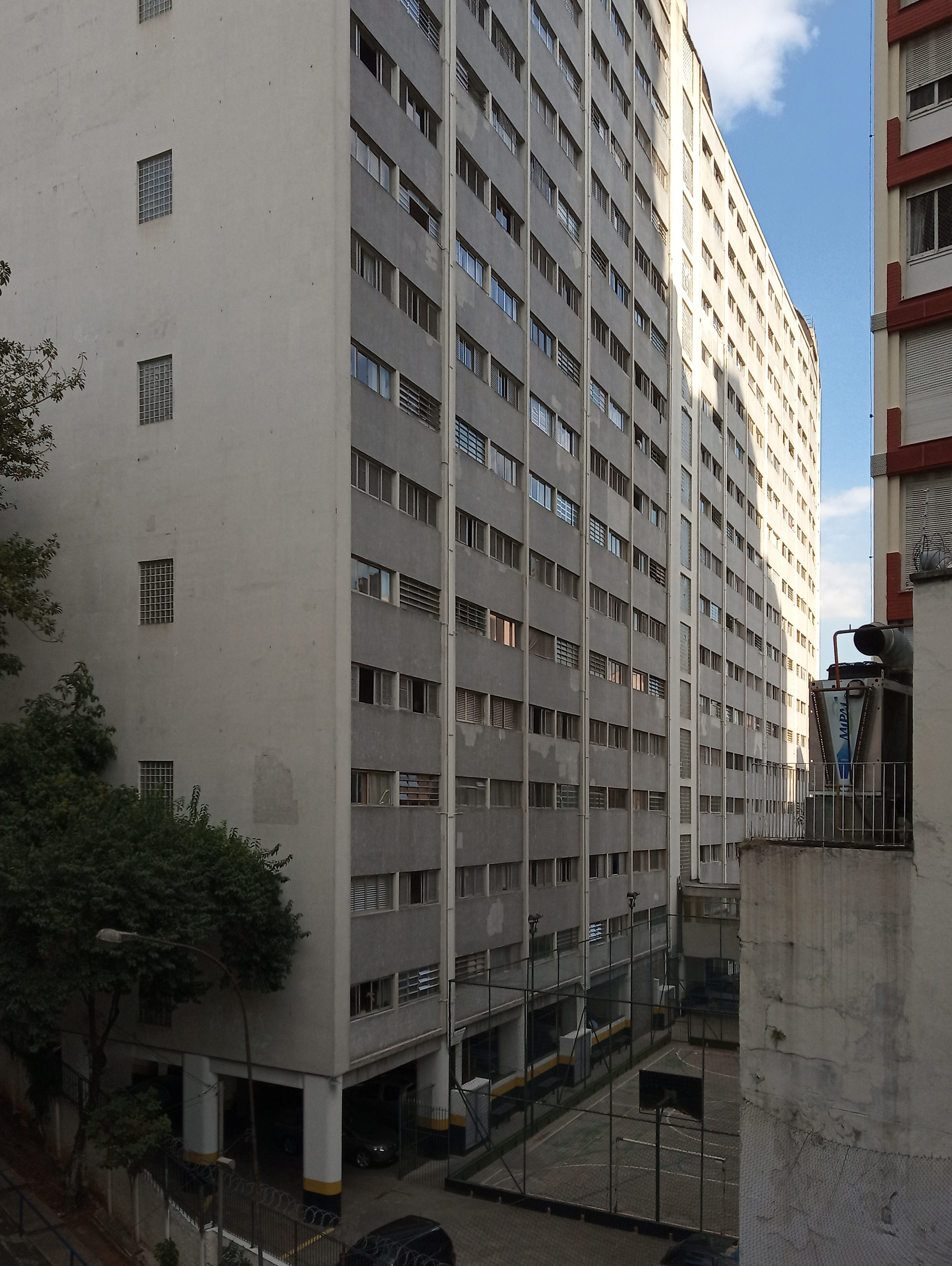
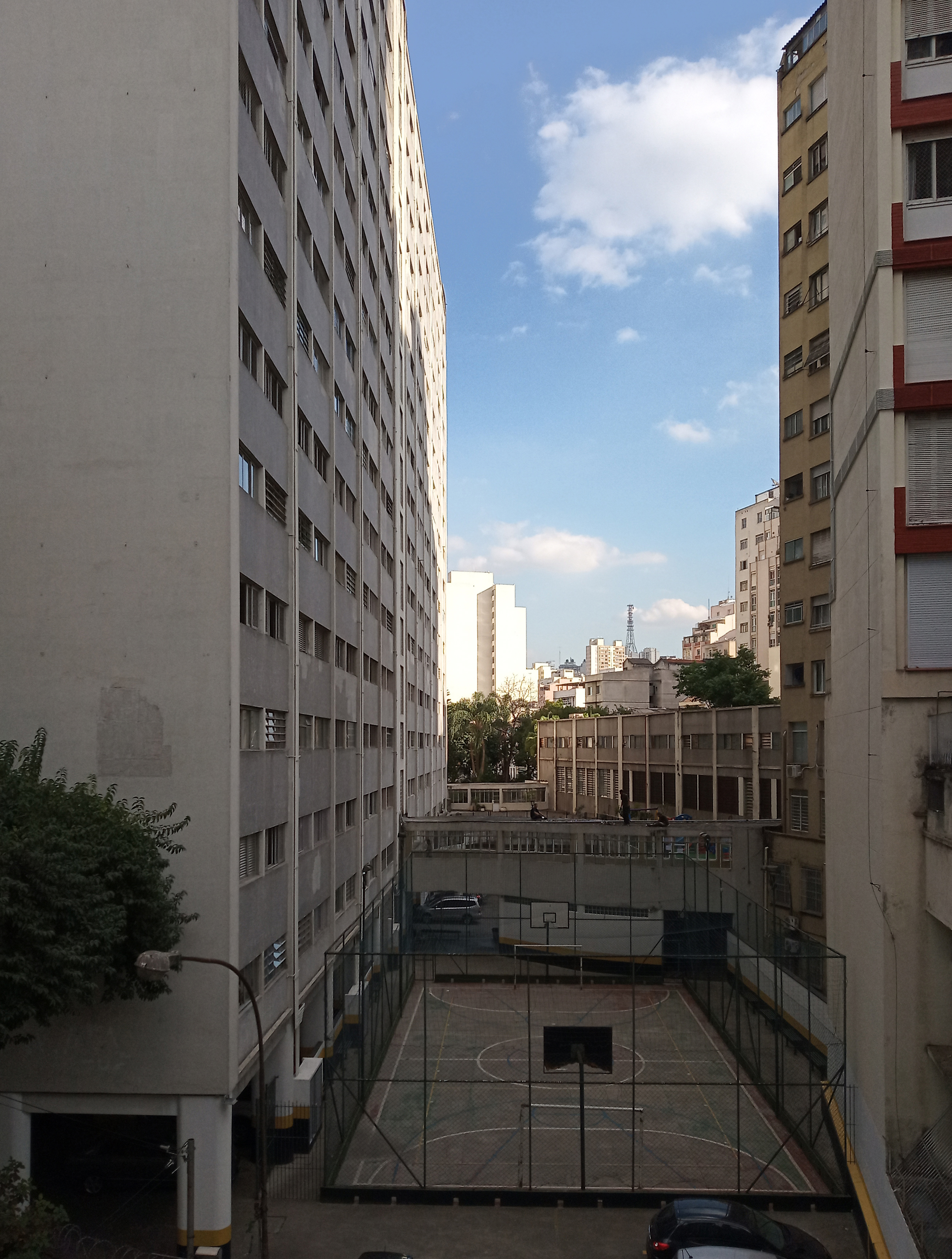
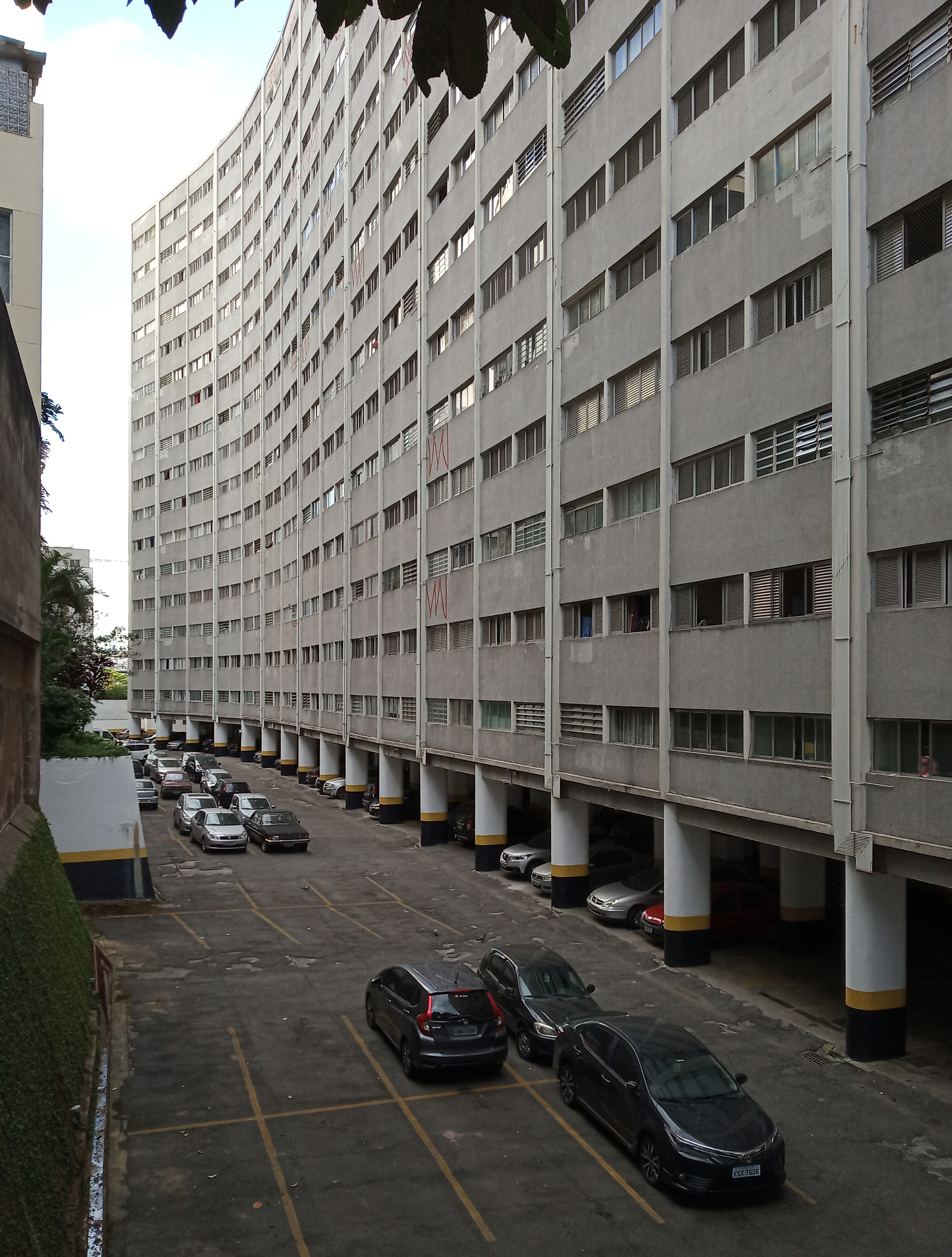
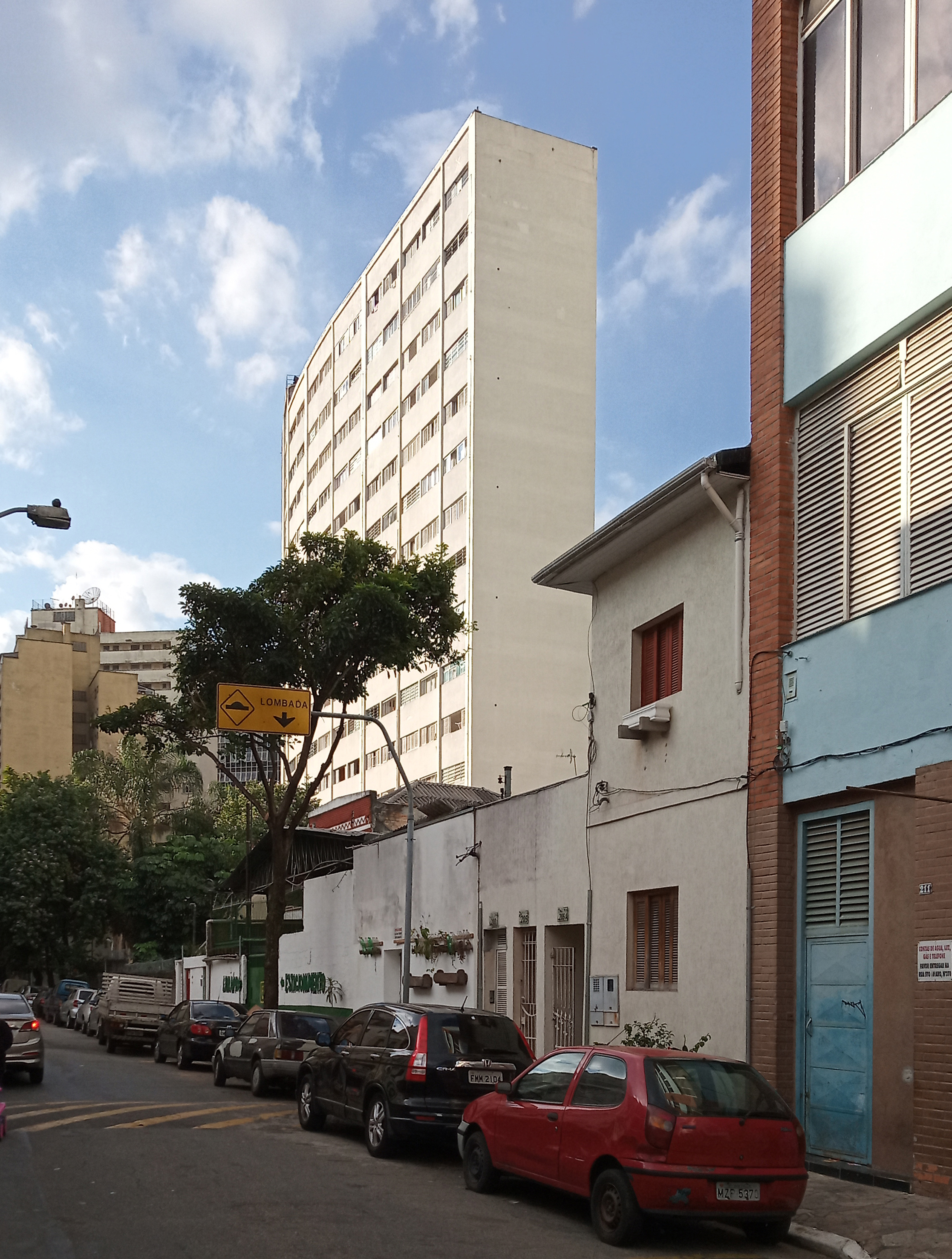
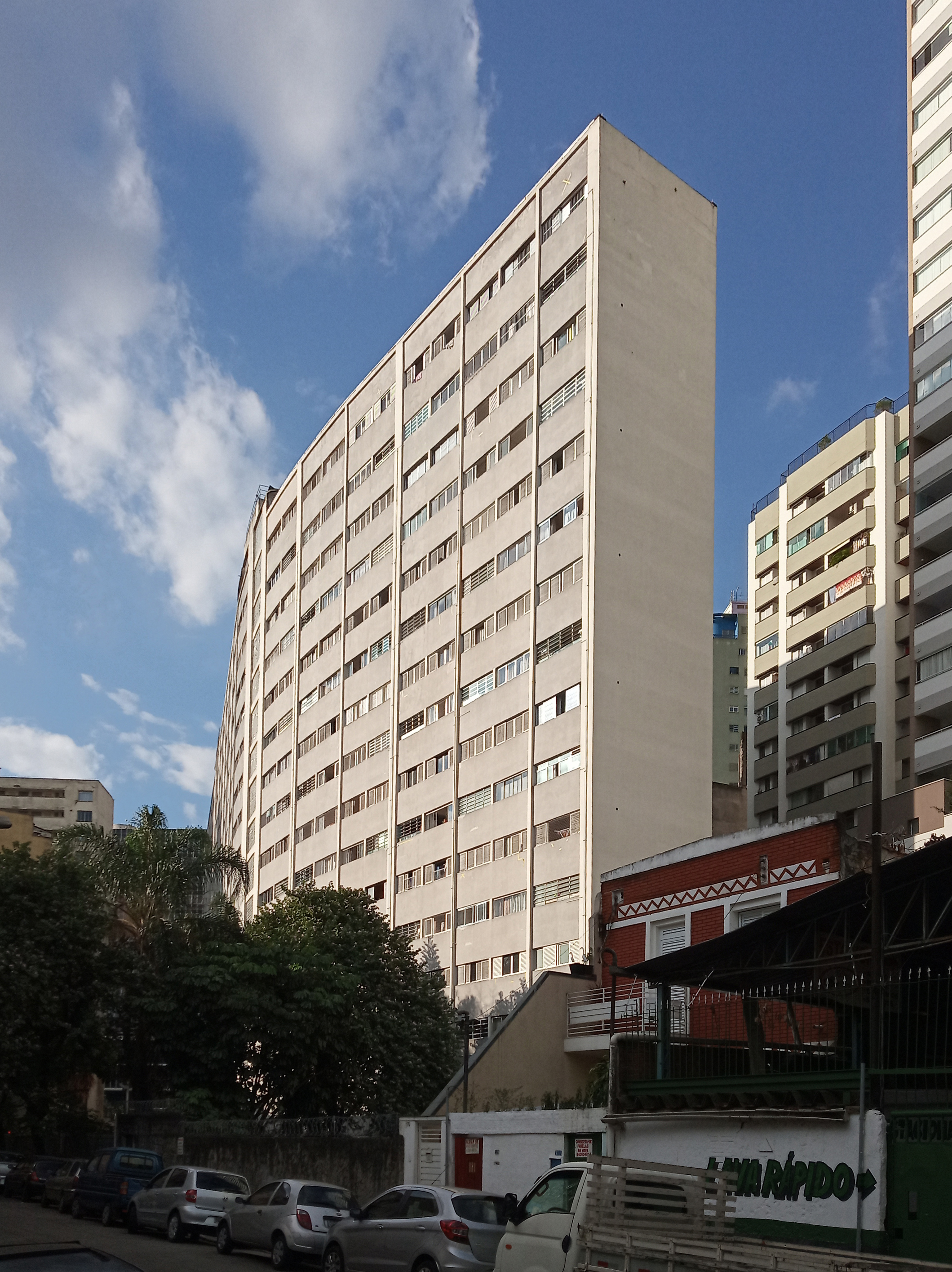
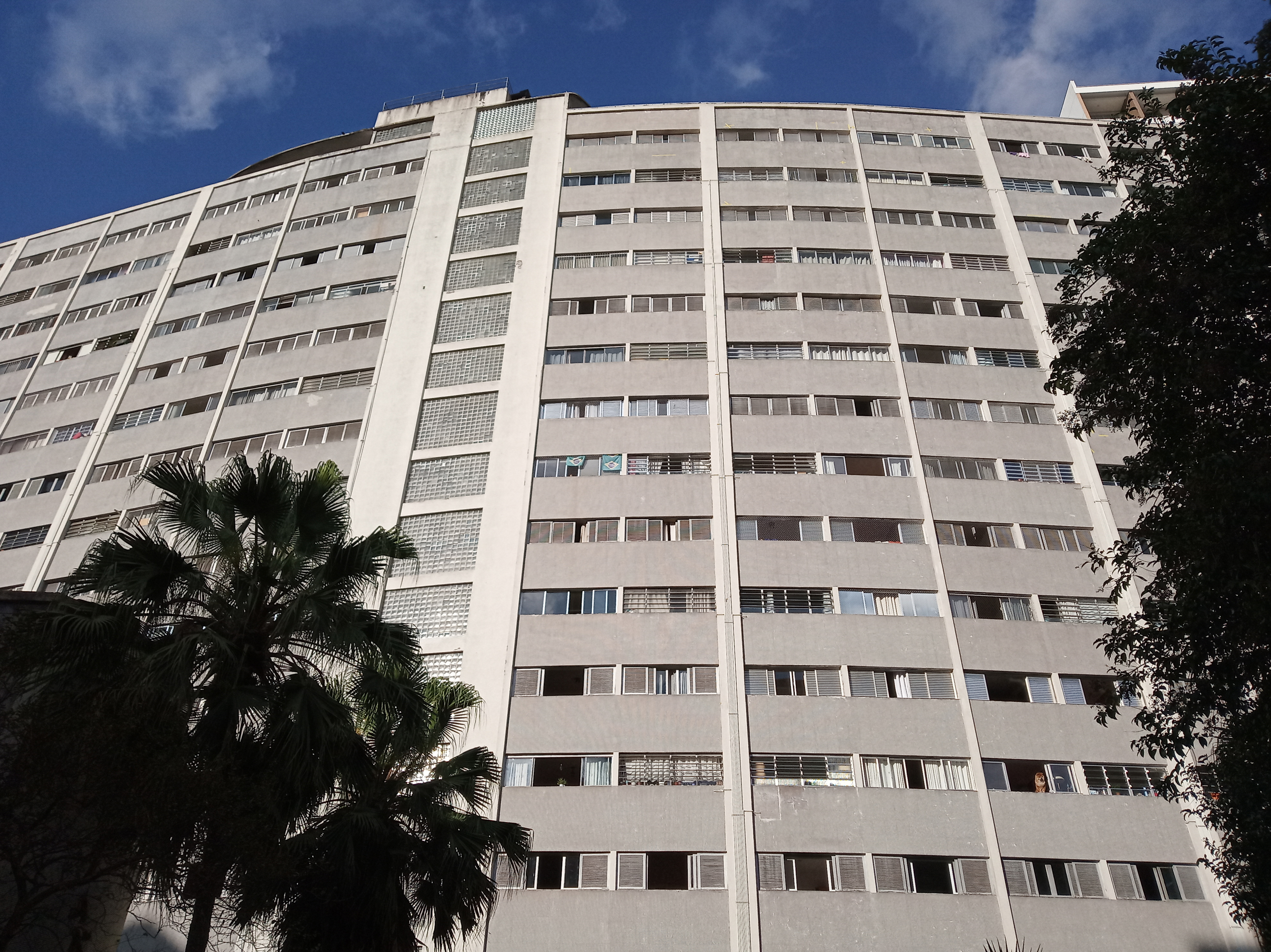
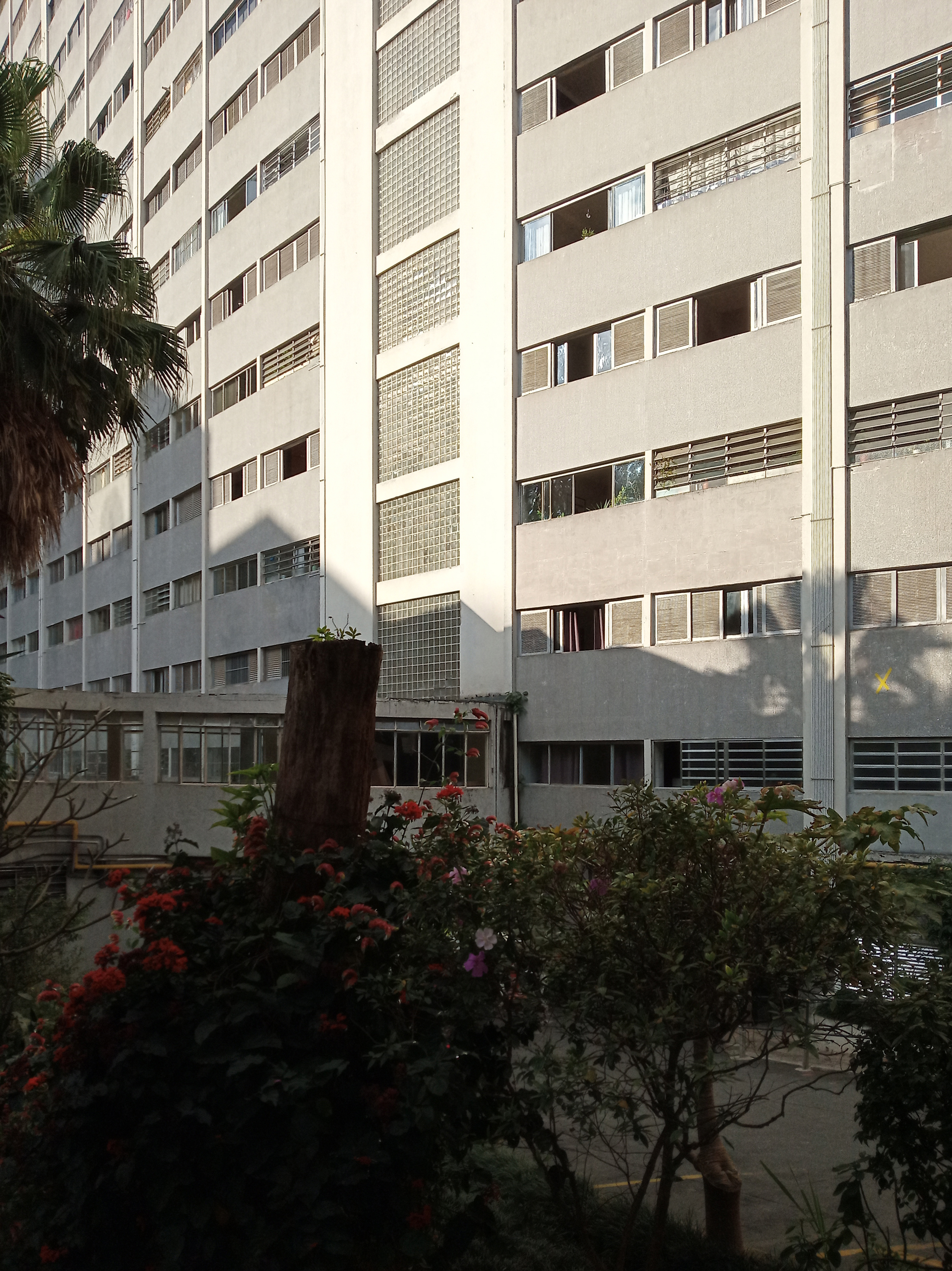
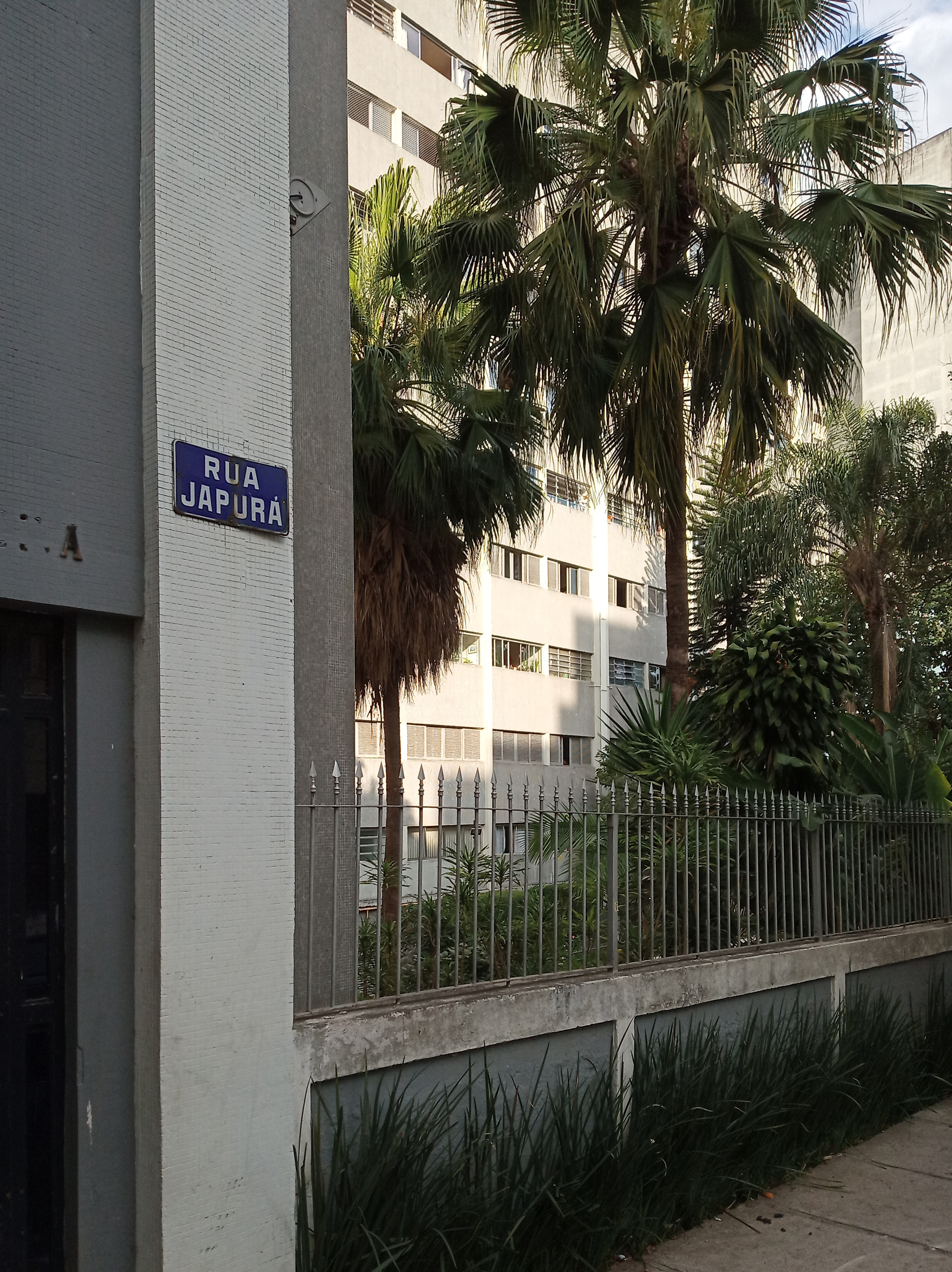